# Арнолд II фон Лайнинген
Арнолд II фон Лайнинген (на немски: Arnold II von Leiningen; † 1126) е епископ на Шпайер от 1124 до 1126 г.

## Живот
Той произлиза от фамилията Лайнинген, от която по-късно са епископите на Шпайер Хайнрих фон Лайнинген († 1272) и Емих фон Лайнинген († 1328).
Арнолд е син на Емих I фон Лайнинген (* ок. 1110 † 1117). Брат е на Емих фон Лайнинген († ок. 1146), епископ на Вюрцбург, и на Емих II фон Лайнинген († пр. 1138), граф на замък Лайнинген, който е баща на Хайнрих фон Лайнинген († 1165), епископ на Вюрцбург (1159 – 1165).
След смъртта на епископа на Шпайер Бруно фон Саарбрюкен († 1123) Арнолд е избран за епископ. След смъртта му епископ на Шпайер от 1127 до 1146 г. е Зигфрид II фон Волфсьолден.